# Chiesa cattolica in Oman
La Chiesa cattolica in Oman è parte della Chiesa cattolica universale in comunione con il vescovo di Roma, il papa.

## Situazione
Il cristianesimo è una religione minoritaria essendo l'Oman un paese fortemente islamico. Il cattolicesimo è tollerato dal governo e anche gli altri culti sono permessi. I fedeli, oltre a potersi riunire per il culto, possono gestire scuole e organizzarsi. Il sultano ha donato il terreno e ha fatto edificare le chiese a proprie spese, regalando anche alla chiesa cattolica di Mascate un organo.
Non esistono diocesi cattoliche nel paese: il territorio dell'Oman è compreso nel vicariato apostolico dell'Arabia meridionale, con sede ad Abu Dhabi. Sono attive attualmente 4 parrocchie (due a Mascate, una a Salalah e una a Sohar) con 7 sacerdoti. La prima ad essere stata costruita è quella di Ruwi (Mascate) nel 1977.

## Nunziatura apostolica
Oman e Santa Sede intrattengono rapporti diplomatici dal 23 febbraio 2023, ratificati con la pubblicazione della costituzione apostolica Ad sollicitudinem di papa Francesco. In precedenza il territorio del sultanato rientrava nella giurisdizione della delegazione apostolica nella Penisola Arabica. Il successivo 22 maggio è stato nominato primo nunzio apostolico Nicolas Thévenin, nunzio apostolico in Egitto, dove risiede nella capitale Il Cairo.

### Nunzi apostolici
- Nicolas Henry Marie Denis Thévenin, dal 22 maggio 2023